# Jacques-Charles Bailleul
Pour les articles homonymes, voir Bailleul.
Jacques-Charles Bailleul, né le 12 décembre 1762 à Bretteville-du-Grand-Caux (généralité de Rouen, actuel député de Seine-Maritime), mort le 16 mars 1843 à Paris (ancien 1er arrondissement), est un homme politique de la Révolution française. 

## Biographie

### Origines familiales
Il est le fils de Jean Bailleul, propriétaire terrien, et de Marie Anne Vasse. Son frère aîné, Jean-Antoine-Guillaume Bailleul, né en 1762, mort en 1843, est imprimeur. 

### Parcours de juriste
Jacques-Charles Bailleul effectue des études de droit. Sous l'Ancien régime, il est avocat au parlement de Paris. Au début de la Révolution française, il exerce à Montivilliers puis au Havre, où il est élu juge de paix et où il fonde un club des Jacobins. 

### Mandat à la Convention
La monarchie constitutionnelle, mise en application par la constitution du 3 septembre 1791, prend fin à l'issue de la journée du 10 août 1792 : les bataillons de fédérés bretons et marseillais et les insurgés des faubourgs de Paris prennent le palais des Tuileries. Louis XVI est suspendu et incarcéré, avec sa famille, à la tour du Temple.  
En septembre 1792, Jacques-Charles Bailleul, alors juge de paix au Havre, est élu député du département de la Seine-Inférieure, le onzième sur seize, à la Convention nationale.  
Il siège sur les bancs de la Gironde. Lors du procès de Louis XVI, il vote « la réclusion », se prononce en faveur de l'appel au peuple mais, malade, il ne vote lors du dernier appel nominal relatif au sursis à l'exécution de la peine. Le 13 avril 1793, il vote en faveur de la mise en accusation de Jean-Paul Marat. Le 9 mai, celui-ci le dénonce en retour, dans son journal, comme « membre de la faction des hommes d’État ». Le 28 mai, il ne participe pas au scrutin sur le rétablissement de la Commission des Douze.  

Le 3 octobre 1793, après le rapport de Jean-Pierre-André Amar (député de l'Isère), membre du Comité de Sûreté générale, Bailleul fait partie des députés décrétés d'arrestation pour avoir signé la protestation contre les journées du 31 mai et du 2 juin. Il fait publier une déclaration dans laquelle il se justifie et proteste à nouveau contre les insurrections :   
Je déclare que je ne puis délibérer au milieu des cris et des huées, des calomnies et des soupçons, dans une assemblée que l’on attaque et que l’on disperse à main armée [...].   
Lui et les autres signataires sont libérés le 18 frimaire an III (8 décembre 1794).   
Jacques-Charles Bailleul prend part aux institutions de la Convention thermidorienne. Le 15 messidor an III (le 3 juillet 1795), il est élu membre du Comité de sûreté générale aux côtés d'Edme Bailly (député de Seine-et-Marne), de Pierre-Marie Delaunay (député du Maine-et-Loire), de Jacques Mariette (député de Seine-Inférieure) et de Jean-Baptiste Perrin (député des Vosges).  
L'historien Marcel Dorigny juge que Bailleul, comme les Girondins Jean-Dominique Blanqui (député des Alpes-Maritimes) ou Jean Debry (député de l'Aisne), refuse le compromis avec les royalistes et sont hostiles au suffrage censitaire.   

### Du mandat aux Cinq-Cents à la retraite
Sous le Directoire, en vendémiaire an IV (octobre 1795), Jacques-Charles Bailleul est réélu député et siège au Conseil des Cinq-Cent. Il est tiré au sort pour quitte le Conseil le 1er prairial an VI (20 mai 1798) mais il est réélu député aux élections de 1798. 
Le 1er pluviôse an VI (le 20 janvier 1798), Bailleul est élu président du Conseil des Cinq-Cents et ses secrétaires sont Germain Abolin (député de Haute-Garonne), Antoine Delpierre (député des Vosges), Charles-François Oudot (député de la Côte-d'Or) et Jean-René Gomaire (député du Finistère).
Il est dans la ligne politique du Directoire, frappant tantôt sur la gauche tantôt sur la droite, faisant de grands discours après l’affaire du camp de Grenelle et demandant l’arrestation de cinquante-deux députés et journalistes après le coup d'État du 18 fructidor an V, journée sur laquelle il publia des notices curieuses.
C'est lui qui préside l’assemblée lors de l’inauguration de la salle du Palais Bourbon. Appelé au Tribunat, une des deux assemblées législatives créées par la constitution de l'an VIII, sous le Consulat, il fait preuve d’esprit d’indépendance et est éliminé lors du renouvellement de 1802. Cependant, en 1804, il est nommé directeur des droits réunis dans la Somme, place qu’il occupe jusqu’à la seconde restauration.
Bailleul apporte de notables améliorations dans le système financier de la France. Il est l’un des fondateurs du Constitutionnel, ou il publie un grand nombre d’articles d’économie politique. On lui doit de nombreuses brochures, des pièces de vers et des comédies.
Il est inhumé au cimetière du Père-Lachaise (1re division).

## Œuvre

Principes sur lesquels doivent, 1821 (Milano, Fondazione Mansutti).

En 1818, Jacques-Charles Bailleul fait paraître l'Examen critique de l'ouvrage posthume de Madame la Baronne de Staël, réponse aux Considérations sur les principaux événements de la Révolution française. Il est également l'auteur des ouvrages suivants :
- Études sur l’histoire de Napoléon (1839).
- Almanach des bizarreries humaines, ou Recueil d’anecdotes sur la Révolution, destiné à l’instruction des petits et des grands enfans dédié par un homme qui a peu de mémoire, à ceux qui n’en ont point du tout (1796)
- Motion d’ordre sur la proposition d’une banque : séance du 29 pluviôse an 7 du Conseil des Cinq-Cents
- Observations sur les finances et les factions, considérées comme causes de la chute du crédit public et de la misère du peuple
- Projets de résolution présentés au nom de la Commission des finances sur le paiement de la dette publique, le mode des transfers & l’établissement d’une caisse d’amortissement : séance du 27 thermidor an 6 du Conseil des Cinq-Cents
- Rapport fait au nom de la Commission de finances sur les moyens de relever & de maintenir le crédit : séance du 21 thermidor an 6 du Conseil des Cinq-Cents